# Зміна клімату та бідність

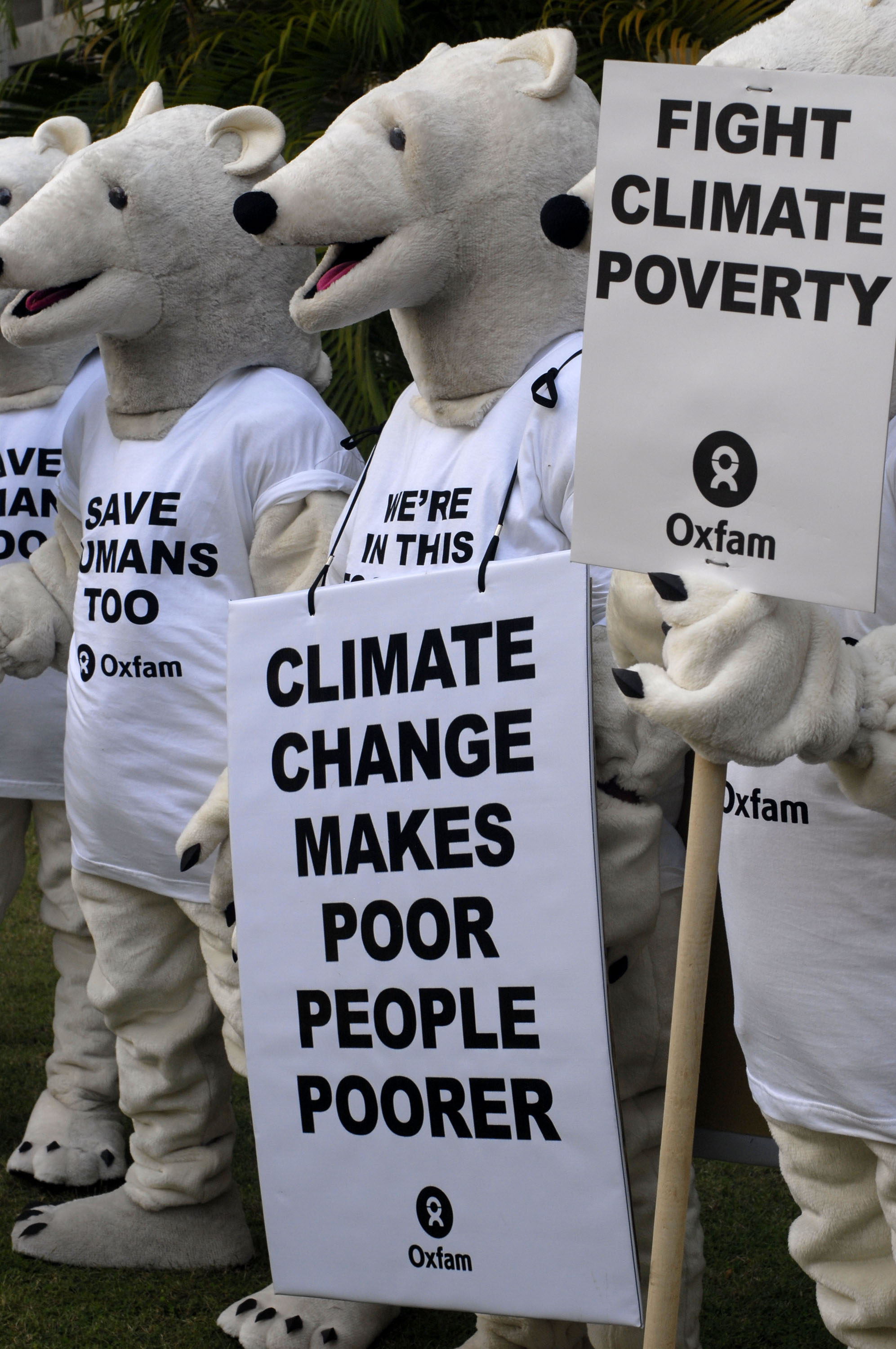
Демонстрація проти кліматичної бідності (2007)

Зміна клімату та бідність глибоко взаємопов'язані, оскільки зміна клімату непропорційно впливає на бідних людей у громадах із низьким рівнем доходу та країнах, що розвиваються по всьому світу. Країни з недостатнім фінансовим забезпеченням мають більший шанс відчути негативні наслідки зміни клімату через підвищений вплив і вразливість. Вразливість означає ступінь сприйнятливості системи до несприятливих наслідків зміни клімату або неспроможності впоратися з ними, включаючи мінливість клімату та екстремальні явища.
Зміна клімату значно посилює існуючу нерівність через вплив на здоров'я, економіку та права людини. Четвертий національний звіт про оцінку клімату Міжурядової групи експертів зі зміни клімату (МГЕЗК) виявив, що особи та громади з низьким рівнем доходу більш схильні до небезпеки навколишнього середовища та забруднення, і їм важче оговтатися від наслідків зміни клімату. Наприклад, малозабезпеченим громадам потрібно більше часу та можливостей для відновлення після стихійних лих. За даними Програми розвитку ООН, країни, що розвиваються, зазнають 99 % втрат, пов'язаних із зміною клімату.
Вплив різних країн на зміну клімату також різниться залежно від рівня їхнього розвитку; на 50 найменш розвинених країн світу припадає 1 % внеску у світові викиди парникових газів, які є побічним продуктом глобального потепління. Крім того, 92 % накопичених викидів парникових газів можна віднести до країн Глобальної Півночі, які складають 19 % світового населення, тоді як 8 % викидів припадає на країни Глобального Півдня, які несуть найтяжчі наслідки зростання глобальної температури в світі.
Питання клімату та справедливості розподілу є головним питанням політики щодо зміни клімату. Багато інструментів політики можна використовувати для вирішення екологічних проблем, таких як аналіз витрат і зисків; однак такі інструменти зазвичай не застосовують для вирішення таких питань, оскільки влада часто ігнорує справедливий розподіл та вплив навколишнього середовища на права людини.

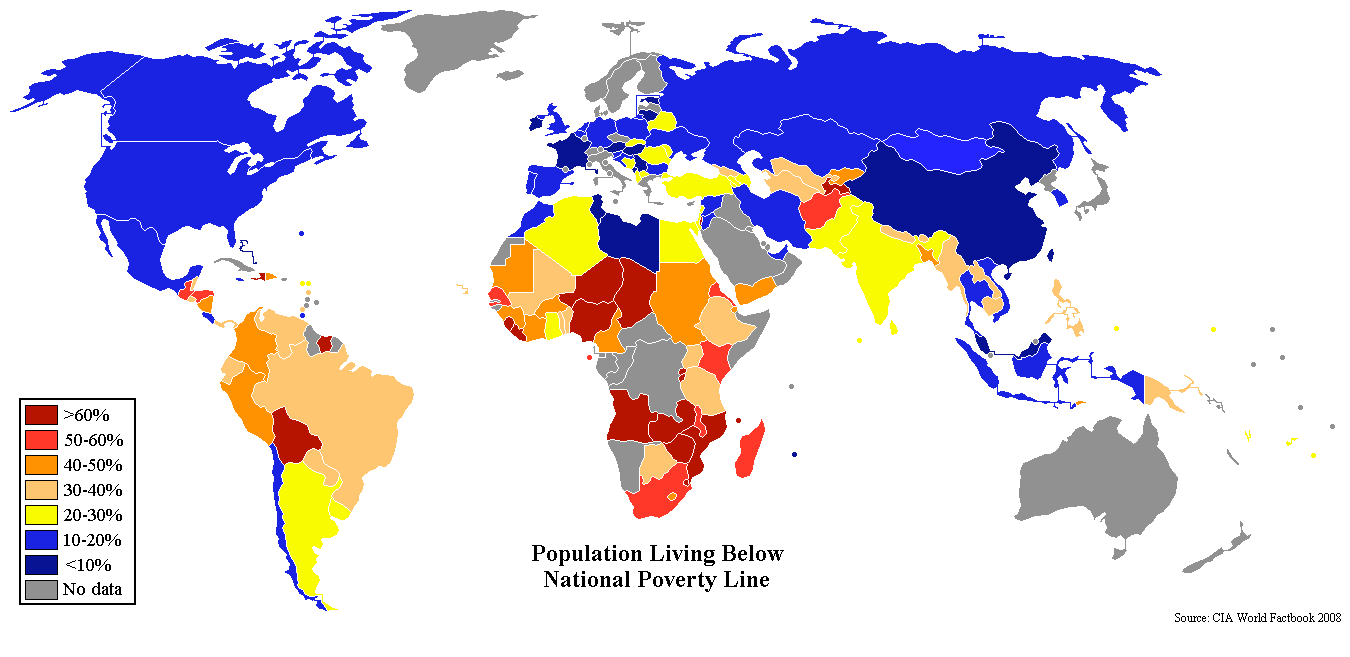
Відсоток бідності карта світу

## Зв'язок з бідністю
У документі Світового банку за 2020 рік зазначено, що до 2030 року через зміну клімату від 32 до 132 мільйонів людей опиниться в крайній бідності . Цикл бідності посилює потенційні негативні наслідки зміни клімату. Це явище визначається, коли бідні сім'ї потрапляють у пастку злиднів принаймні на три покоління, не мають доступу до ресурсів і не мають можливості розірвати це коло. У той час як у багатих країнах боротьба зі зміною клімату здебільшого була питанням роботи з довшим та спекотнішим літом і спостереженнями за сезонними змінами, в то час як для тих, хто живе в бідності, в результаті катаклізмів пов'язаних з погодою, наслідками є — поганий урожай або навіть хвороба члена сім'ї можуть спричинити серйозні економічні потрясіння.
Крім цих економічних потрясінь, широкомасштабний голод, посуха та потенційні гуманістичні потрясіння можуть вплинути на цілу націю. Високий рівень бідності та низький рівень людського розвитку обмежують здатність бідних домогосподарств керувати кліматичними ризиками. Маючи обмежений доступ до офіційного страхування, низькі доходи та мізерні активи, бідні домогосподарства змушені стикатися з кліматичними потрясіннями в дуже обмежених умовах. Крім того, бідні домогосподарства сильно постраждали від екологічних шоків через відсутність підтримки після шоку з боку друзів і родини, фінансової системи та мереж соціального захисту.

### Відношення до екологічного расизму
Оскільки глобальний клімат поступово змінювався протягом останніх кількох десятиліть, він зіткнувся з екологічним расизмом. Збіг цих двох явищ непропорційно вплинув на різні громади та населення в усьому світі через відмінності в соціально-економічному статусі. Це особливо очевидно на Глобальному Півдні, де, наприклад, побічні продукти глобальної зміни клімату, такі як дедалі частіші та сильні зсуви, що є результатом сильніших дощів у Кіто, Еквадор, змушують людей також мати справу з такими глибокими соціально-економічними наслідками, як знищення їхніх домівок та смерть. Такі країни, як Еквадор, часто роблять відносно незначний внесок у зміну клімату з точки зору викидів вуглекислого газу, але мають набагато менше ресурсів для запобігання негативним локальним наслідкам зміни клімату. Ця проблема виникає в усьому світі, де країни глобального півдня несуть тягар стихійних лих і екстремальних погодних умов, незважаючи на те, що вони незначно впливають на глобальний вуглецевий слід. 
Хоча люди, які живуть на Глобальному Півдні, як правило, найбільше страждають від наслідків зміни клімату, кольорові люди на Глобальній Півночі також стикаються з подібними ситуаціями в різних регіонах. Питання зміни клімату та громад, які перебувають у небезпечній зоні, не обмежуються лише Північною Америкою чи Сполученими Штатами. Екологічний расизм і зміна клімату збігаються одне з одним. Підвищення рівня моря впливає на бідні райони, такі як Ківаліна, Аляска, і Тібодо, Луїзіана, а також незліченні інші місця по всьому світу. 
Вплив екологічного расизму через зміну клімату стає особливо очевидним під час кліматичних катастроф. Після спеки 1995 року в Чикаго вчені проаналізували вплив екологічного расизму на нерівний рівень смертності між расами під час цієї кризи.  Прямий вплив цього явища можна спостерігати через відсутність належного попередження та невикористання існуючих центрів охолодження, що поставило в невигідне становище збіднілі групи населення та спричинило особливо руйнівні наслідки в найбідніших районах Чикаго. Бідніші люди більш чутливі до шкоди від зміни клімату, оскільки вони мають менший доступ до ресурсів, які допоможуть їм відновитися після стихійних лих. З різким зростанням кількості кліматичних катаклізмів за останні 50 років посилився вплив екологічного расизму, а соціальні рухи, які закликають до екологічної справедливості, у свою чергу зросли.

#### Атмосферна колонізація
Концепція «колонізації атмосфери» відноситься до спостереження, згідно з яким 92 % накопичених викидів парникових газів припадає на країни Глобальної Півночі, в яких проживає 19 % світового населення, тоді як лише 8 % викидів припадає на країни Глобального Півдня, які матимуть найтяжчі наслідки підвищення глобальної температури.
У документі Світового банку за 2020 рік зазначено, що до 2030 року через зміну клімату від 32 до 132 мільйонів людей опиниться в стані крайньої бідності .

## Зворотний розвиток
Зміна клімату має глобальні масштаби та може повернути назад розвиток у деяких регіонах наступним чином.

### Аграрне виробництво та продовольча безпека

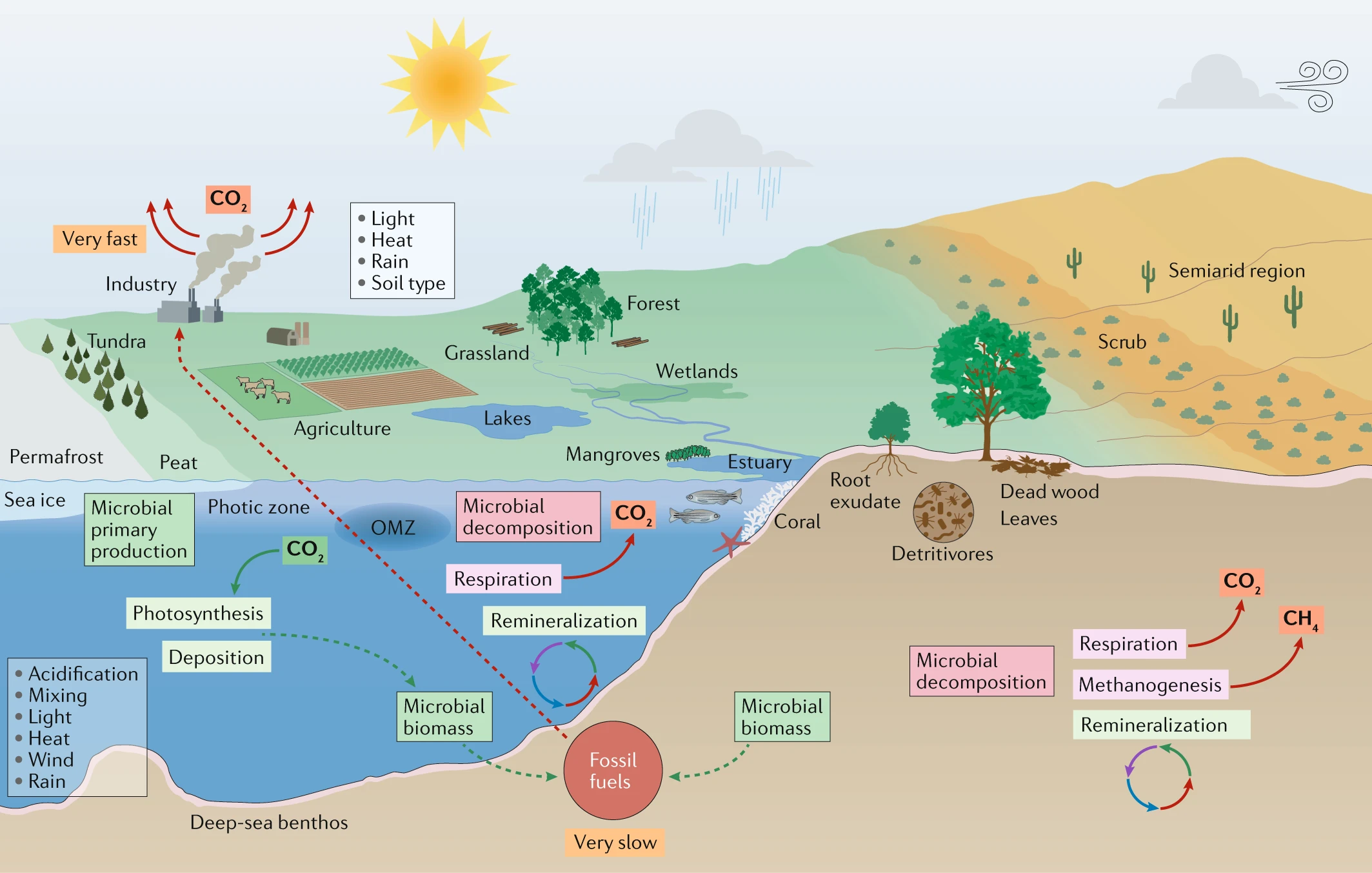
Мікроорганізми та зміна клімату

Було проведено багато досліджень, у яких порівнювали взаємопов'язані процеси зміни клімату на сільському господарстві. Зміна клімату впливає на кількість опадів, температуру та доступність води для сільського господарства у вразливих районах. Це також впливає на сільське господарство кількома способами, включаючи продуктивність, методи ведення сільського господарства, вплив на навколишнє середовище та розподіл сільського простору. Додаткова кількість постраждалих від недоїдання може зрости до 600 мільйонів до 2080 року. Зміна клімату може спричинити поширеність голоду через прямий негативний вплив на виробництво та непрямий вплив на купівельну спроможність.

### Відсутність водної безпеки
Із прогнозованого зростання чисельності населення світу на 3 мільярди до середини 21 століття більшість народяться в країнах, які вже мають нестачу води. Оскільки загальний клімат Землі потеплішає, це вплине на зміни в характері глобальних опадів, випаровування, снігу та стоку. Безпечні джерела води необхідні для виживання в громаді. Прояви прогнозованої водної кризи включають неадекватний доступ до безпечної питної води для приблизно 884 мільйонів людей, а також неадекватний доступ до води для санітарії та водовідведення для 2,5 мільярдів людей. Коли вода стає теплішою, зростає ріст небезпечних водоростей та інших бактерій, що забруднює не лише воду, яку ми п'ємо, але й морепродукти, які споживаємо. З населенням Нігерії, що становить від 198 до 210 мільйонів людей, існуюча санітарія та інфраструктура водопостачання залишаються недостатніми: 2,2 мільярда людей не мають доступу до безпечної води, а 4,2 мільярда людей не мають безпечних санітарних умов як у сільській місцевості, так і в містах.

### Підвищення рівня моря та вплив кліматичних катастроф
Рівень моря може швидко піднятися внаслідок прискореного розпаду крижаного покриву. Підвищення глобальної температури на 3–4 градуси Цельсія може призвести до того, що 330 мільйонів людей будуть постійно або тимчасово переміщені через повені. Потепління моря також спричинить більш інтенсивні тропічні шторми. Руйнування прибережних ландшафтів посилює шкоду, завдану збільшенням штормів. Водно-болотні угіддя, ліси та мангрові зарості були вилучені для розвитку землі . Ці особливості зазвичай уповільнюють стік, штормові хвилі та запобігають рознесенню уламків під час повеней. Розвиток цих територій збільшив руйнівну силу повеней і зробив власників будинків більш сприйнятливими до екстремальних погодних явищ. Повені спричиняють ризик затоплення земель прибережних районів і густонаселених бідних районів, таких як Александрія та Порт-Саїд у Єгипті, Лагос та Порт-Харкорт у Нігерії та Котону в Беніні. У деяких районах, таких як прибережна нерухомість, ціни на нерухомість зростають через доступ до океану та дефіцит житла, частково спричинений руйнуванням будинків під час штормів. Заможні власники будинків мають більше ресурсів для відновлення своїх будинків і мають кращу безпеку роботи, що спонукає їх залишатися у своїх громадах після екстремальних погодних явищ. Дуже нестабільні території, такі як схили та дельти, продаються малозабезпеченим сім'ям за нижчою ціною. Після екстремальних погодних явищ збіднілим людям важко знайти чи зберегти роботу та відбудувати свої будинки. Ці проблеми змушують багатьох переїжджати в пошуках роботи та житла.

### Екосистеми та біорізноманіття

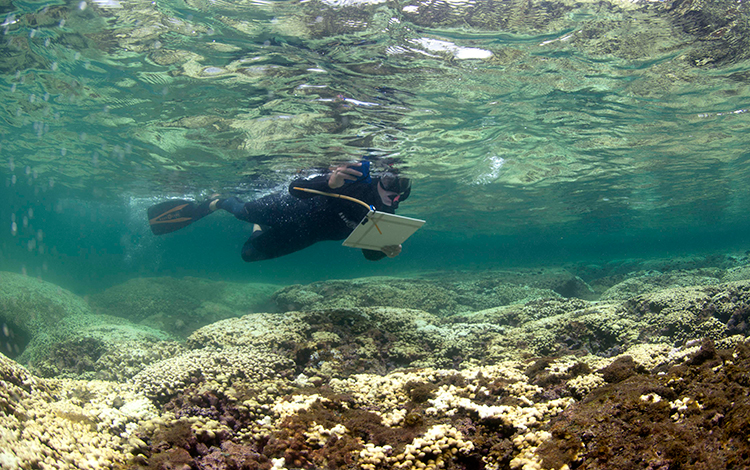
Відбілювання коралових рифів на Гаваях

Зміна клімату вже трансформує екологічні системи . Близько половини систем коралових рифів у світі зазнали знебарвлення внаслідок потепління моря. Крім того, прямий людський тиск, який може виникнути, включає надмірний вилов риби, який призведе до виснаження ресурсів, забруднення поживними речовинами та хімічними речовинами та погані методи землекористування, такі як вирубка лісів і днопоглиблення . Крім того, зміна клімату може збільшити кількість орних земель у високоширотних регіонах за рахунок зменшення кількості мерзлих земель. Дослідження 2005 року повідомляє, що з 1960 року температура в Сибіру зросла в середньому на три градуси Цельсія, що, як повідомляється, більше, ніж в інших регіонах світу.

### Здоров'я людини
Прямим ефектом є збільшення захворювань, пов'язаних з температурою, і смертей, пов'язаних із тривалими хвилями спеки та вологістю. Зміна клімату також може змінити географічний діапазон захворювань, що передаються векторами, зокрема комарами, такими як малярійна лихоманка денге, піддаючи цій хворобі нові популяції. Оскільки зміна клімату впливає на основні складові підтримки доброго здоров'я: чисте повітря та воду, достатню кількість їжі та відповідний притулок, наслідки можуть бути широко поширеними та всеосяжними. У доповіді Комісії ВООЗ із соціальних детермінант здоров'я вказується, що неблагополучні спільноти, ймовірно, візьмуть на себе непропорційну частку тягаря зміни клімату через їх підвищений вплив і більшу вразливість до загроз здоров'ю. Понад 90 відсотків смертей від малярії та діареї припадає на дітей віком до 5 років, переважно в країнах, що розвиваються. Інші групи населення, які сильно постраждали, включають жінок, людей похилого віку та людей, які живуть у малих острівних державах, що розвиваються, та інших прибережних регіонах, мегаполісах або гірських районах.

#### Аспекти зміни клімату на здоров'я людини
Ймовірний відносний вплив на здоров'я компонентів зміни клімату
| Результат для здоров'я                                        | зміна середнього показника, температура... | екстремальні події | швидкість зміни клімату, змінна | різниця день-ніч |
| Смертність і захворювання, пов'язані з спекою                 |                                            | +++                |                                 | +                |
| Фізична та психологічна травма через катастрофи               |                                            | ++++               |                                 |                  |
| Трансмісивні хвороби                                          | +++                                        | ++                 | +                               | ++               |
| Нетрансмісивні інфекційні хвороби                             | +                                          | +                  |                                 |                  |
| Наявність їжі та голод                                        | ++                                         | +                  | ++                              |                  |
| Наслідки підвищення рівня моря                                | ++                                         | ++                 | +                               |                  |
| ------------------------------------------------------------- | ------------------------------------------ | ------------------ | ------------------------------- | ---------------- |
| Респіраторні ефекти:- забруднювачі повітря - пилок, вологість | + ++                                       | ++                 |                                 | +                |
| Переміщення населення                                         | ++                                         | +                  | +                               |                  |

++++= великий ефект; += малий ефект; порожні клітинки вказують на відсутність відомого зв'язку.

### Права людини і демократія
У червні 2019 року спеціальний доповідач Організації Об'єднаних Націй Філіп Алстон попередив про «кліматичний апартеїд», коли багаті платять, щоб уникнути наслідків зміни клімату, тоді як решта світу страждає, що потенційно підриває основні права людини, демократію та верховенство права. За його словами, коли в 2012 році вибухнув шторм «Сенді», більшість людей у Нью-Йорку залишилися без світла, в той час як у штаб-квартирі Goldman Sachs був приватний генератор і захист «десятками тисяч власних мішків з піском».

## Вплив на безпеку
Концепція безпеки людини та вплив зміни клімату на неї ставатиме все більш важливою, оскільки наслідки стануть більш очевидними. Вони збільшаться, а інші проявляться в середньостроковій перспективі (2021—2050 рр.); тоді як у довгостроковій перспективі (2051—2100 рр.) усі вони будуть активними та сильно взаємодіятимуть з іншими основними тенденціями. Існує потенціал для припинення нафтової економіки для багатьох країн-виробників і споживачів, можлива фінансова та економічна криза, збільшення населення людей і набагато більш урбанізоване людство — набагато більше ніж 50 %, яке зараз живе в малих і дуже великих містах. Усі ці процеси супроводжуватимуться перерозподілом населення в національному та міжнародному масштабах. Такі перерозподіли зазвичай мають значні гендерні аспекти; наприклад, наслідки екстремальних подій можуть призвести до міграції чоловіків у пошуках роботи, кульмінацією чого стане збільшення кількості домогосподарств, які очолюють жінки — група, яку часто вважають особливо вразливою. Дійсно, вплив зміни клімату на збіднілих жінок і дітей є вирішальним, оскільки жінки й діти, зокрема, мають нерівні соціальні можливості .

## Вплив на інфраструктуру
Потенційні наслідки зміни клімату та безпека інфраструктури матимуть найбільш безпосередній вплив на цикл бідності. Сфери впливу інфраструктури включатимуть водні системи, житло та поселення, транспортні мережі, комунальні послуги та промисловість. Проектувальники інфраструктури можуть сприяти покращенню життєвого середовища для бідних у трьох сферах: у проектуванні будівель, у плануванні та проектуванні населених пунктів, а також у міському плануванні.
Національна дослідницька рада визначила п'ять змін клімату, які мають особливе значення для інфраструктури, а також фактори, які слід враховувати при проектуванні майбутніх структур.
Ці фактори включають збільшення кількості дуже спекотних днів і хвиль спеки, підвищення температури в Арктиці, підвищення рівня моря, збільшення кількості інтенсивних опадів і посилення інтенсивності ураганів. Хвилі спеки впливають на громади, які живуть у традиційно прохолодніших районах, оскільки багато будинків не обладнано кондиціонерами. Підвищення рівня моря може бути руйнівним для бідних країн, розташованих поблизу океану та в дельтових регіонах, які зазнають дедалі більшої шкоди від штормів. У деяких країнах східного Карибського басейну майже 60 відсотків будинків були облаштовані без будь-яких будівельних норм. Багато з цих популяцій, що перебувають під загрозою зникнення, також постраждали від посилення повеней у місцях, де немає адекватного дренажу. 1998 року майже 200 мільйонів людей постраждали від повені в долині річки Янцзи в Китаї; а в 2010 році від повені в Пакистані постраждали 20 мільйонів людей. Ці проблеми погіршуються для людей, які живуть у регіонах з низьким рівнем доходу, і змушують їх переселятися швидше, ніж інші економічні групи.
У регіонах, де поширена бідність та недостатньо розвинена інфраструктура, зміна клімату створює критичну загрозу для майбутнього розвитку цієї країни. Звіти про дослідження, проведене в десяти географічно та економічно різноманітних країнах, показують, що дев'ять із десяти країн виявили нездатність розвивати інфраструктуру та її дороге обслуговування через вплив зміни клімату та витрати.

## Пропоновані політичні рішення

### Адаптаційні зусилля
Адаптація до глобального потепління передбачає дії, спрямовані на толерантність до наслідків глобального потепління. Спільне дослідження Інституту досліджень розвитку встановлює зв'язки між адаптацією та бідністю, щоб допомогти розробити програму адаптації на користь бідних верств населення, яка може сприяти зниженню бідності, стійкому до зміни клімату. Адаптація до зміни клімату буде «неефективною та несправедливою, якщо вона не будуватиметься на розумінні багатовимірної та диференційованої природи бідності та вразливості». Бідніші країни, як правило, більш серйозно страждають від зміни клімату, і мають менші активи та можливості для адаптації. Можна побачити цей ефект, порівнюючи результати між Бангладеш і Сполученими Штатами після двох сильних штормів. У Сполучених Штатах ураган Ендрю вбив 23 людини, коли він обрушився на сушу в 1992 році; однак за рік до цього в Бангладеш тропічний циклон убив приблизно 100 000 людей. Бангладеш, маючи бідніше населення, був менш готовий до шторму; і країні не вистачало систем прогнозування погоди, необхідних для прогнозування метеорологічних явищ. Після шторму Бангладеш потребувала допомоги міжнародної спільноти, оскільки не мала коштів, необхідних для відновлення. Через те що подібні явища стають більш частішими та серйозними, потрібен більш проактивний підхід. Це призвело до збільшення кількості заходів для інтеграції адаптації в програми розвитку та скорочення бідності. На зростання адаптації як проблеми розвитку вплинули занепокоєння щодо мінімізації загроз для прогресу у боротьбі з бідністю, зокрема Цілі розвитку тисячоліття, а також несправедливість наслідків, які найбільше відчувають ті, хто зробив найменший внесок у проблему, розглядаючи адаптацію як питання справедливості та прав людини.
Інші рішення включають розширення доступу до якісної медичної допомоги для бідних людей, планування готовності до наслідків міського теплового острова, визначення районів, які найбільш ймовірно постраждають, інвестування в дослідження альтернативного палива та енергії та вимірювання результатів впливу політики .

### Регіональні ефекти
Регіональні наслідки глобальної зміни клімату в країнах можуть бути різними. Багато країн мають різні підходи до того, як вони адаптуються до глобальних змін клімату. Більші країни з більшими ресурсами реагують не так, як країни з меншими ресурсами для використання. Невідкладність у вирішенні проблеми не існує, поки вплив глобальної зміни клімату не відчується безпосередньо. Бангладеш є лише одним із багатьох прикладів того, що люди постраждали через те, що вони не були належним чином підготовлені до глобального клімату. Працівники сільського господарства в цих країнах страждають більше, ніж інші, але ступінь впливу на кожного працівника сільського господарства залежить від регіону.
Країною, яка є прикладом нерівності, що створюється через різний вплив зміни клімату в різних регіонах, є Нігерія. Нігерія — це країна, яка в основному покладається на нафту як на основне джерело грошей, але на неї впливають зміни клімату, які впливають на повсякденне життя працівників нижчого класу, наприклад фермерів. Відсутність інформації про зміну клімату, а також завищена вартість землі та безвідповідальність уряду щодо адаптації до зміни клімату продовжує стримувати розвиток фермерства у Нігерії. Країна, яка підтримує сільське господарство, вжила б більше заходів для боротьби зі зміною клімату. Його економічна доцільність була б надто високою. Оскільки це не є пріоритетом для багатшого класу в Нігерії, люди нижчого класу безпосередньо страждають від наслідків зміни клімату в цій країні.
Нігерія, як і решта Африки, має найбільшу загрозу постраждати від зміни клімату. Відповідно до дослідження автора Ігнатіуса А. Маду, IPCC оголосила Африку дуже вразливою територією через її високий рівень впливу та відсутність адаптивності до глобальних змін клімату. (IPCC 2007) Це вплине на економіку, а також на соціальну систему в Африці, якщо до цього не звертатися належним чином. Країна з такою великою кількістю природних ресурсів, як Африка, з часом втратить ці ресурси, і це буде сильніше, ніж більшість регіонів світу, якщо зміну клімату не вирішити терміново.
Працівники нижчого класу по-різному відчувають наслідки зміни клімату в регіоні, але наслідки в деяких із цих країн не такі руйнівні через кращі методи адаптації, ніж в інших країнах і регіонах. У Південній Азії розташована країна Шрі-Ланка, яка бореться з глобальною зміною клімату, але робить для боротьби з нею більше, ніж інші. Країна Шрі-Ланка зараз почала досліджувати адаптацію на рівні ферм до зміни клімату, спостерігаючи за меншими фермерськими громадами на Шрі-Ланці. Ці фермери використовують свій особистий досвід і отримані знання для боротьби з глобальною зміною клімату. Вони зробили акцент на керуванні некліматичними елементами, які вони не контролюють, і це допомогло їм адаптуватися до зміни клімату швидше, ніж більшість фермерських спільнот. Зміна клімату спричинила підвищення ефективності цих фермерів. Це збільшення дає їм більше шансів не сильно постраждати від зміни клімату. Це також показує, як соціальні мережі можуть впливати на зусилля з адаптації. Коли більше людей серйозно ставляться до проблеми, відповідь буде більшою. Шрі-Ланка залежить від сільськогосподарських товарів для підтримки стабільної економіки, і багато людей залежать від цього. Зусилля з адаптації в Шрі-Ланці показують, як реакція суспільства може диктувати рівень важливості, який люди бачать у проблемі.
Розуміння того, як люди обробляють інформацію, є таким же важливим, як і знання інформації, необхідної для боротьби з соціально-економічними, когнітивними та нормативними аспектами в громадах. На відміну від Нігерії, уряд Шрі-Ланки проводив і перевіряв, як адаптуватися до зміни клімату, що допомагає їм не бути повністю беззахисними перед глобальною зміною клімату. Такі країни, як Шрі-Ланка, чиї уряди залежать від експорту сільськогосподарської продукції, впевнені, що реагують на боротьбу зі зміною клімату зовсім інакше, ніж у Нігерії. Коли питання торкнеться тих, хто знаходиться на вершині, адаптація відбудеться в терміновому порядку. Ця війна змушує зміну клімату виглядати по-іншому, доки ми всі не постраждаємо однаково. Зусилля щодо адаптації мають бути колективними, інакше ми не вирішимо світову проблему чи зміну клімату через бідність.

## Політичні виклики
Основними труднощами, пов'язаними з політикою щодо зміни клімату, є графік повернення інвестицій і різні витрати для країн. Щоб контролювати викиди вуглецю, багатшим країнам доведеться надавати великі позики біднішим країнам, а потенційні віддачі від інвестицій займатимуть покоління.